# Sportful

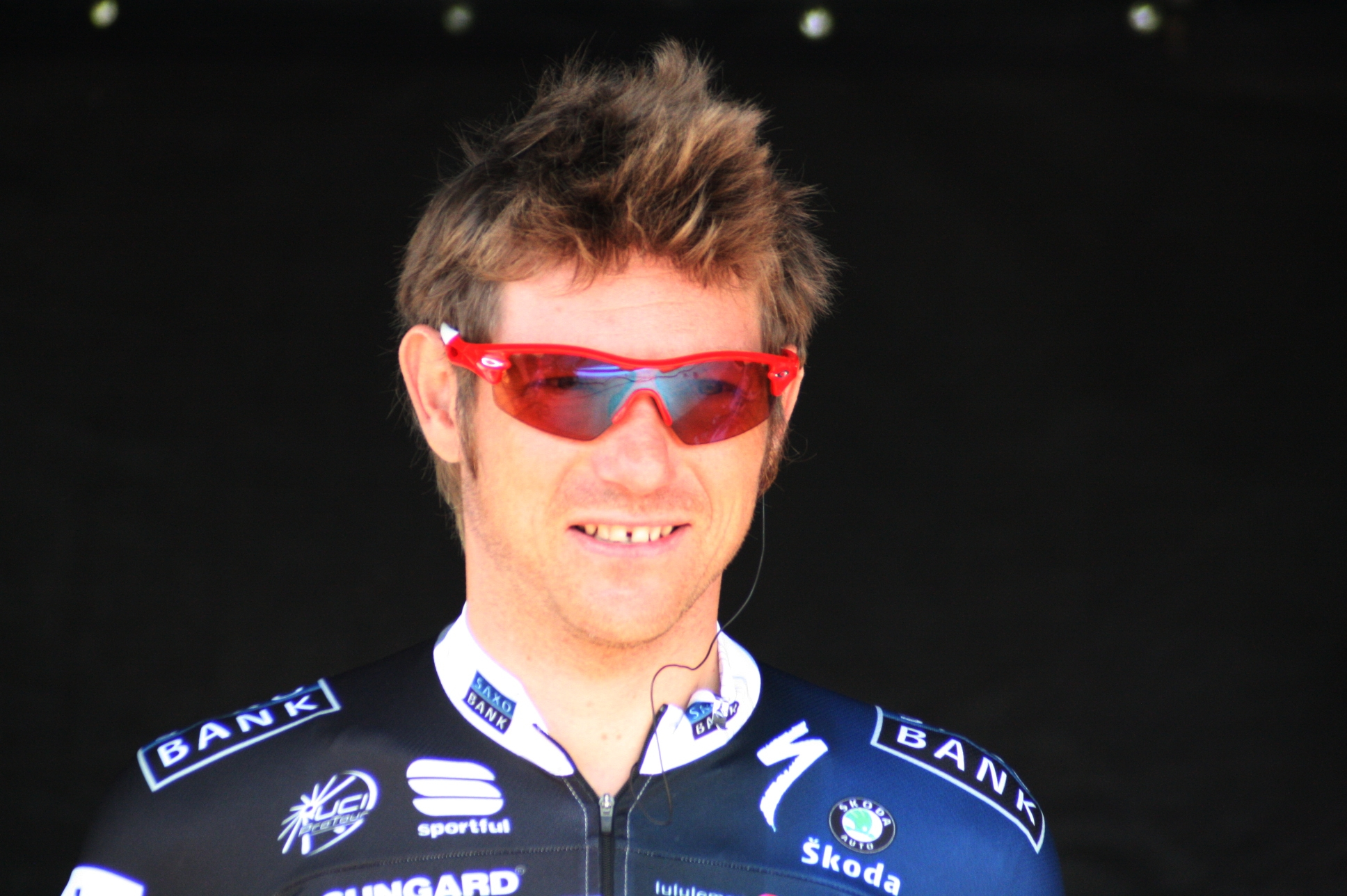
Frank Høj van Team Saxo Bank in 2010

Sportful is een Italiaans merk van sportkleding. Het is een merknaam van Manifattura Valcismon S.p.a. uit Fonzaso. Deze breiwarenfabriek werd in 1946 opgericht door de familie Cremonese. In 1972 begon dr. Giordano Cremonese, die de leiding had overgenomen van zijn ouders, langlaufkleding te maken. Dat betekende het begin van het Sportfulmerk. In 1985 werd begonnen met fietskleding. Sportful maakt ook kleding voor alpinisme (de "Karpos"-lijn).
Sportful is kledingsponsor van de wielerploeg Team Saxo Bank en van de Italiaanse nationale wielerploeg (sedert 2002).